# Wilson Aragão
Wilson Oliveira Aragão (Piritiba, 25 de abril de 1950 — Salvador, 24 de maio de 2025) foi um cantor e compositor brasileiro. Nascido na cidade de Piritiba, no sertão baiano, começou cantando na adolescência em corais de igreja e de colégio, até ir morar em São Paulo. Filho de um pedreiro com uma professora primária, ainda adolescente, publicou sua primeira poesia no jornal baiano Correio do Sertão. A partir daí não parou de publicar poesias em jornais, sendo também chargista em alguns deles, como o Diário de Sorocaba. 
Foi autor de sucessos como Capim Guiné, hoje gravada por grandes nomes como Raul Seixas e Tânia Alves, assim como Guerra de Facão (gravada por Falcão, Zé Ramalho, etc.), Tecendo o Amanhecer, Sertões e Sertões, O Sertão Chora, Cuide Bem da Sua Estrada, Mosaicos, entre outras.

## Biografia

### Juventude
Na infância, quando ia à roça, perto do Mira Serra, gostava de ouvir através de um rádio as canções de Luiz Gonzaga, Nelson Gonçalves, Carlos Nobre e Jackson do Pandeiro. Na adolescência sempre foi fascinado por instrumentos musicais: marimba, um instrumento de percussão com lâminas de metal ou madeira percutidas por duas baquetas; piano de garrafa, acionado por baquetas (cada garrafa continha uma porção de água para sons diferentes); guitarra, dentre outros. Na juventude, embalado pela música dos Beatles que influenciava os vários grupos que formava com outros colegas, como por exemplo, “Os Helps” que depois virou “Os Horríveis”, após um longo aprendizado, Aragão acabou descobrindo seus próprios caminhos musicais.
Filho de uma época conturbada, em que tomar posições extremadas poderia representar um risco muito grande, Aragão nunca hesitou: mergulhou de cabeça no centro do turbilhão dos problemas brasileiros, fazendo com que a preocupação política sempre fosse uma constante na sua vida e na sua obra, por isso sofreu inúmeros desgostos. A sensibilidade do artista foi aguçada por essas ricas experiências pessoais, levando-o a uma rara sintonia com o mundo a seu redor.
Foi casado com a artista plástica Mirian Aragão, de 1976 até a sua morte, tendo 3 filhos, Pedro (1979), Pitt (1980) e Rui (1984). 

### Carreira
Começou sua carreira no final dos anos 70, tocando em festivais pelo interior da Bahia, e teve em 1983 sua primeira canção, "Capim Guiné", gravada por Raul Seixas.
No início dos anos 80, Raul Seixas vai para Piritiba passar um período de descanso e escuta “Capim Guiné” em vários lugares por onde andava. Wilson havia conquistado alguns festivais na região com a música e acabou tendo relativo sucesso. Após isso, Wilson recebe contato de Raul, demonstrando interesse em gravar a canção, e desejando incluir o nome de Piritiba (a letra original iniciava “Comprei um sítio, plantei jabuticaba, dois pés de guabiraba, caju, manga e cajá...”), ficando assim, uma parceria.
Raul grava Capim Guiné em 1983 e, com o sucesso estrondoso da canção, Wilson se lança de vez na vida artística, gravando seu primeiro LP em 1986, com vendas acima do esperado para um disco independente, ficando entre os mais vendidos do Brasil.
O sucesso da música e, posteriormente, do disco, o fez rodar o Brasil e exterior, se apresentando em festivais, criando diversas parcerias por onde passou. Além de Raul, Aragão fez parcerias com João Sereno, Dercio Marques, Zé Geraldo, Helvecio Santana, Paulinho Jequié, Vital Farias, Virgilio. Maurilio Araujo, Carlos Sampaio, Miguezim de Princesa, Falcão, Igor Trovanova, Marcos Clement, dentre outros. 
Sempre primou por letras que falam, principalmente, do homem do campo, suas lutas e anseios, seus amores e dissabores. Seus ritmos passeiam por baladas, xotes, martelos, galopes e canções. Em seu vasto trabalho, já teve parcerias com grandes nomes da música brasileira. 
Tendo como Pátria o sertão baiano, inspiração do seu cancioneiro, sempre voltado para a dignidade, humildade e sapiência do sertanejo, Aragão já faz parte do grande São João e cantorias pelos sertões nordestinos, tornando-se parte da vida poética da Bahia. A festa da sua cidade natal, inclusive é batizada “Arraiá do Capim Guiné”, e o hino oficial da cidade também é de sua autoria.
Fez as suas andanças, sempre irreverente, levando consigo vários "causos" que, sempre bem contados, despertam no povo o sentido alegre da vida após um dia de batalha e foi respeitado por todos os cantadores pela grande luta por uma música de qualidade.
O artista continuou na ativa, fazendo shows e produzindo até a data da sua morte em 24 de maio de 2025, Três Bicho Doido, Ciranda no Terreiro, os livros Dádiva e os discos Amigos do Meu Pai e Cuide Bem de Sua Estrada, todos lançados nos últimos 5 anos e disponíveis nas plataformas.
Participou do espetáculo "Contando Raul Seixas" com a canção "Capim Guiné" e várias histórias da sua vivência com o Maluco Beleza.
Desde o primeiro trabalho, apresentou grande variedade musical, com músicas de estilos diversos, como galope, toada, martelo, causo, guarânia etc. Esta marca o acompanha por toda a carreira, onde podemos ver músicas com mais peso mescladas com canções suaves, guitarras seguidas de pequenas orquestras, forró, country, música caipira, xotes e baladas caminhando harmonicamente. 
Suas letras também apresentavam estilo próprio, algumas com estilo mais rebuscado, outras com estilo mais infanto-juvenil, outras com palavras e expressões catingueiras (populares do nordeste) que marcaram sua vida, tendo sido tema de diversos trabalhos universitários.

## Morte
Morreu no dia 24 de maio de 2025, vítima de um câncer no fígado em Salvador.

## Discografia
- 1986 – Capim Guiné (uma guerra de facão)
- 1996 – O Filósofo e o Jegue
- 1999 – Contando Estrelas (Canção do Pescador)
- 2009 – Forró e Canções
- 2021 – Amigos do Meu Pai (Cuide bem de sua estrada)
- 2022 – Cuide bem de sua estrada (Lado B)